# Repêchage amateur de l'AMH 1976
1975 1977
Le repêchage amateur de l'association mondiale de hockey 1976 est le quatrième repêchage de l'histoire de l'association.

## Sélections par ronde
Les sigles suivants sont utilisés dans les tableaux pour parler des ligues mineures :
- AHO : Association de Hockey de l'Ontario – aujourd'hui Ligue de hockey de l'Ontario.
- LHJMQ : Ligue de hockey junior majeur du Québec.
- NCAA : National Collegiate Athletic Association
- LHCO : Ligue de hockey de l'Ouest
- CIAU : Sport interuniversitaire canadien

### 1reronde
| Rang | Joueur          | Nationalité | Équipe AMH             | Repêché depuis                |
| ---- | --------------- | ----------- | ---------------------- | ----------------------------- |
| 1    | Blair Chapman   | Canada      | Oilers d'Edmonton      | Blades de Saskatoon (LHCO)    |
| 2    | Peter Marsh     |             | Stingers de Cincinnati | Castors de Sherbrooke (LHJMQ) |
| 3    | Glen Sharpley   |             | Crusaders de Cleveland | Festivals de Hull (LHJMQ)     |
| 4    | Bobby Simpson   |             | Racers d'Indianapolis  | Castors de Sherbrooke (LHJMQ) |
| 5    | Dave Farrish    |             | Mariners de San Diego  | Wolves de Sudbury (AHO)       |
| 6    | Bernie Federko  | Canada      | Oilers d'Edmonton      | Blades de Saskatoon (LHCO)    |
| 7    | Randy Carlyle   | Canada      | Stingers de Cincinnati | Wolves de Sudbury (AHO)       |
| 8    | Bjorn Johansson |             | Toros de Toronto       | Elitserien                    |
| 9    | Thomas Gradin   |             | Jets de Winnipeg       | Elitserien                    |
| 10   | Rick Green      | Canada      | Nordiques de Québec    | Knights de London (AHO)       |
| 11   | Kent Nilsson    | Suède       | Toros de Toronto       | Elitserien                    |
| 12   | Don Murdoch     |             | Stingers de Cincinnati | Tigers de Medicine Hat (LHCO) |

### 2eronde
| Rang | Joueur          | Nationalité | Équipe AMH                        | Repêché depuis                        |
| ---- | --------------- | ----------- | --------------------------------- | ------------------------------------- |
| 13   | Mike Fidler     | États-Unis  | Whalers de la Nouvelle-Angleterre | Terriers de Boston (NCAA)             |
| 14   | Rod Schutt      |             | Crusaders de Cleveland            | Wolves de Sudbury (AHO)               |
| 15   | Alex McKendry   | Canada      | Racers d'Indianapolis             | Wolves de Sudbury (AHO)               |
| 16   | Greg Carroll    |             | Stingers de Cincinnati            | Tigers de Medicine Hat (LHCO)         |
| 17   | Clayton Pachal  |             | Jets de Winnipeg                  | Bruins de New Westminster (LHCO)      |
| 18   | David Shand     |             | Cowboys de Calgary                | Petes de Peterborough (AHO)           |
| 19   | Bob Manno       |             | Nordiques de Québec               | Black Hawks de Saint Catharines (AHO) |
| 20   | Tom Rowe        |             | Jets de Winnipeg                  | Knights de London (AHO)               |
| 21   | Peter Lee       | Angleterre  | Toros de Toronto                  | 67 d'Ottawa (AHO)                     |
| 22   | Morris Lukowich |             | Aeros de Houston                  | Tigers de Medicine Hat (LHCO)         |
| 23   | Romano Carlucci |             | Mariners de San Diego             | Greyhounds de Sault Ste. Marie (AHO)  |
| 24   | Paul Gardner    | Canada      | Toros de Toronto                  | Generals d'Oshawa (AHO)               |

### 3eronde
| Rang | Joueur             | Nationalité | Équipe AMH                        | Repêché depuis                       |
| ---- | ------------------ | ----------- | --------------------------------- | ------------------------------------ |
| 25   | Mark Suzor         | Canada      | Mariners de San Diego             | Canadians de Kingston (AHO)          |
| 26   | Fred Williams      | Canada      | Whalers de la Nouvelle-Angleterre | Blades de Saskatoon (LHCO)           |
| 27   | Jeff McDill        |             | Crusaders de Cleveland            | Cougars de Victoria (LHCO)           |
| 28   | Harold Phillipoff  |             | Oilers d'Edmonton                 | Bruins de New Westminster (LHCO)     |
| 29   | Tony Horvath       |             | Mariners de San Diego             | Greyhounds de Sault Ste. Marie (AHO) |
| 30   | Drew Callander     |             | Oilers d'Edmonton                 | Pats de Regina (LHCO)                |
| 31   | Dave Debol         |             | Whalers de la Nouvelle-Angleterre | Wolverines du Michigan (NCAA)        |
| 32   | Al Glendenning     |             | Nordiques de Québec               | Centennials de Calgary (LHCO)        |
| 33   | Steve Clippingdale | Canada      | Jets de Winnipeg                  | Bruins de New Westminster (LHOC)     |
| 34   | Jim Roberts        |             | Aeros de Houston                  | 67 d'Ottawa (AHO)                    |
| 35   | Don Lemieux        |             | Toros de Toronto                  | Draveurs de Trois-Rivières (LHJMQ)   |
| 36   | Brian Sutter       | Canada      | Oilers d'Edmonton                 | Broncos de Lethbridge (LHCO)         |

### 4eronde
| Rang | Joueur           | Nationalité | Équipe AMH                        | Repêché depuis                       |
| ---- | ---------------- | ----------- | --------------------------------- | ------------------------------------ |
| 37   | Barry Melrose    | Canada      | Stingers de Cincinnati            | Chiefs de Kamloops (LHCO)            |
| 38   | Mike Kaszycki    |             | Whalers de la Nouvelle-Angleterre | Greyhounds de Sault Ste. Marie (AHO) |
| 39   | Rocky Maze       |             | Crusaders de Cleveland            | Oil Kings d'Edmonton (LHCO)          |
| 40   | Dave Dornseif    |             | Racers d'Indianapolis             | Friars de Providence (NCAA)          |
| 41   | John Smrke       | Canada      | Mariners de San Diego             | Marlboros de Toronto (AHO)           |
| 42   | Kari Makkonen    |             | Roadrunners de Phoenix            | Finlande                             |
| 43   | Alain Bélanger   | Canada      | Cowboys de Calgary                | Castors de Sherbrooke (LHJMQ)        |
| 44   | Maurice Barrette | Canada      | Nordiques de Québec               | Remparts de Québec (LHJMQ)           |
| 45   | Goran Lindblom   |             | Jets de Winnipeg                  | Elitserien                           |
| 46   | Mike Fedorko     |             | Aeros de Houston                  | Fincups d'Hamilton (AHO)             |
| 47   | Vern Stenlund    |             | Crusaders de Cleveland            | Knights de London (AHO)              |
| 48   | Yvon Vautour     | Canada      | Oilers d'Edmonton                 | National de Laval (LHJMQ)            |

### 5eronde
| Rang | Joueur           | Nationalité | Équipe AMH                        | Repêché depuis                         |
| ---- | ---------------- | ----------- | --------------------------------- | -------------------------------------- |
| 49   | Bill Baker       | États-Unis  | Whalers de la Nouvelle-Angleterre | Golden Gophers du Minnesota (NCAA)     |
| 50   | Mike Liut        |             | Whalers de la Nouvelle-Angleterre | Falcons de Bowling Green (NCAA)        |
| 51   | Bob Miller       |             | Crusaders de Cleveland            | Équipe nationale des États-Unis (Intl) |
| 52   | Jean Gagnon      |             | Racers d'Indianapolis             | Remparts de Québec (LHJMQ)             |
| 53   | Archie King      |             | Mariners de San Diego             | Fincups d'Hamilton (AHO)               |
| 54   | Juhani Wallenius |             | Roadrunners de Phoenix            | Finlande                               |
| 55   | Bruce Baker      |             | Cowboys de Calgary                | 67 d'Ottawa (AHO)                      |
| 56   | Garth MacGuigan  |             | Nordiques de Québec               | Juniors de Montréal (LHJMQ)            |
| 57   | Doug Johnston    |             | Jets de Winnipeg                  | Broncos de Lethbridge (LHCO)           |
| 58   | Larry Skinner    |             | Aeros de Houston                  | 67 d'Ottawa (AHO)                      |
| 59   | Dan Djakalovic   |             | Toros de Toronto                  | Rangers de Kitchener (AHO)             |
| 60   | Tim Williams     | Canada      | Oilers d'Edmonton                 | Cougars de Victoria (LHCO)             |

### 6eronde
| Rang | Joueur            | Nationalité | Équipe AMH                        | Repêché depuis                       |
| ---- | ----------------- | ----------- | --------------------------------- | ------------------------------------ |
| 61   | Joe Oslin         |             | Stingers de Cincinnati            | Catamounts du Vermont (NCAA)         |
| 62   | Dwight Schofield  |             | Whalers de la Nouvelle-Angleterre | Knights de London (AHO)              |
| 63   | Rob Flockhart     |             | Crusaders de Cleveland            | Chiefs de Kamloops (LHCO)            |
| 64   | Joe Kowal         |             | Racers d'Indianapolis             | Fincups d'Hamilton (AHO)             |
| 65   | Rick Hodgson      |             | Mariners de San Diego             | Centennials de Calgary (LHCO)        |
| 66   | Doug Patey        |             | Roadrunners de Phoenix            | Greyhounds de Sault Ste. Marie (AHO) |
| 67   | Lorry Gloeckner   |             | Cowboys de Calgary                | Cougars de Victoria (LHCO)           |
| 68   | Claude Periard    |             | Nordiques de Québec               | Draveurs de Trois-Rivières (LHJMQ)   |
| 69   | Fred Berry        | Canada      | Jets de Winnipeg                  | Bruins de New Westminster (LHCO)     |
| 70   | Kevin Schamehorn  |             | Aeros de Houston                  | Bruins de New Westminster (LHCO)     |
| 71   | Mike McEwen       |             | Toros de Toronto                  | Marlboros de Toronto (AHO)           |
| 72   | Gord Blumenschein |             | Oilers d'Edmonton                 | Clubs de Winnipeg (LHCO)             |

### 7eronde
| Rang | Joueur            | Nationalité | Équipe AMH                        | Repêché depuis                        |
| ---- | ----------------- | ----------- | --------------------------------- | ------------------------------------- |
| 73   | Paul Skidmore     |             | Stingers de Cincinnati            | Eagles de Boston College (NCAA)       |
| 74   | Warren Young      | Canada      | Whalers de la Nouvelle-Angleterre | Huskies de Michigan Tech (NCAA)       |
| 75   | Mark Earp         |             | Crusaders de Cleveland            | Chiefs de Kamloops(LHCO)              |
| 76   | Greg Malone       | Canada      | Racers d'Indianapolis             | Generals d'Oshawa (AHO)               |
| 77   | Rob Tudor         |             | Mariners de San Diego             | Pats de Regina (LHCO)                 |
| 78   | Mark Davidson     |             | Roadrunners de Phoenix            | Bombers de Flin Flon (LHCO)           |
| 79   | Phil Verchota     |             | Cowboys de Calgary                | Golden Gophers du Minnesota (NCAA)    |
| 80   | Denis Charbonneau |             | Nordiques de Québec               | National de Laval (LHJMQ)             |
| 81   | Greg Craig        |             | Jets de Winnipeg                  | Black Hawks de Saint Catharines (AHO) |
| 82   | Mike Hordy        |             | Aeros de Houston                  | Greyhounds de Sault Ste. Marie (AHO)  |
| 83   | Mike Kitchen      | Canada      | Toros de Toronto                  | Marlboros de Toronto (AHO)            |
| 84   | John Tavella      |             | Oilers d'Edmonton                 | Greyhounds de Sault Ste. Marie (AHO)  |

### 8eronde
| Rang | Joueur          | Nationalité | Équipe AMH                        | Repêché depuis                      |
| ---- | --------------- | ----------- | --------------------------------- | ----------------------------------- |
| 85   | Stu Ostlund     |             | Stingers de Cincinnati            | Huskies de Michigan Tech (NCAA)     |
| 86   | Ken Morrow      |             | Whalers de la Nouvelle-Angleterre | Falcons de Bowling Green (NCAA)     |
| 87   | Ron Zanussi     |             | Crusaders de Cleveland            | Knights de London (AHO)             |
| 88   | Jim Kirkpatrick |             | Racers d'Indianapolis             | Marlboros de Toronto (AHO)          |
| 89   | Claude Legris   |             | Mariners de San Diego             | Éperviers de Sorel (LHJMQ)          |
| 90   | Jari Takio      |             | Roadrunners de Phoenix            | Finlande                            |
| 91   | Don Jackson     | États-Unis  | Cowboys de Calgary                | Fighting Irish de Notre Dame (NCAA) |
| 92   | Brian Granfield |             | Jets de Winnipeg                  | Wheat Kings de Brandon (LHCO)       |
| 93   | Larry Riggin    |             | Aeros de Houston                  | Knights de London (AHO)             |
| 94   | Marc Desforges  |             | Toros de Toronto                  | Saguenéens de Chicoutimi (LHJMQ)    |
| 95   | Al Dumba        |             | Oilers d'Edmonton                 | Pats de Regina (LHCO)               |

### 9eronde
| Rang | Joueur           | Nationalité | Équipe AMH                        | Repêché depuis                |
| ---- | ---------------- | ----------- | --------------------------------- | ----------------------------- |
| 96   | Fern LeBlanc     |             | Stingers de Cincinnati            | Castors de Sherbrooke (LHJMQ) |
| 97   | Ed Clarey        |             | Whalers de la Nouvelle-Angleterre | Royals de Cornwall (LHJMQ)    |
| 98   | Charlie Skjodt   |             | Crusaders de Cleveland            | Spitfires de Windsor (AHO)    |
| 99   | Rik Garcia       |             | Racers d'Indianapolis             | Festivals de Hull (LHJMQ)     |
| 100  | Don Moores       |             | Mariners de San Diego             | Chiefs de Kamloops (LHCO)     |
| 101  | Jouni Rinne      | Finlande    | Roadrunners de Phoenix            | Lukko Rauma (SM-liiga)        |
| 102  | Rob Palmer       |             | Cowboys de Calgary                | Wolverines du Michigan (NCAA) |
| 103  | Anders Håkansson | Suède       | Jets de Winnipeg                  | AIK IF (Elitserien)           |
| 104  | Bill Wells       |             | Aeros de Houston                  | Royals de Cornwall (LHJMQ)    |
| 105  | Brian Dillon     |             | Toros de Toronto                  | Generals d'Oshawa (AHO)       |
| 106  | Jim Bedard       |             | Oilers d'Edmonton                 | Wolves de Sudbury (AHO)       |

### 10eronde
| Rang | Joueur            | Nationalité | Équipe AMH                        | Repêché depuis              |
| ---- | ----------------- | ----------- | --------------------------------- | --------------------------- |
| 107  | Terry Ballingal   |             | Stingers de Cincinnati            | Bombers de Flin Flon (LHCO) |
| 108  | Jon Hammond       |             | Whalers de la Nouvelle-Angleterre | Pats de Regina (LHCO)       |
| 109  | Larry McRae       |             | Crusaders de Cleveland            | Spitfires de Windsor (AHO)  |
| 110  | Rémi Levesque     |             | Racers d'Indianapolis             | Remparts de Québec (LHJMQ)  |
| 111  | Ron Roscoe        |             | Mariners de San Diego             | Fincups d'Hamilton (AHO)    |
| 112  | Hannu Helander    |             | Roadrunners de Phoenix            | Finlande                    |
| 113  | Cal Sandbeck      |             | Cowboys de Calgary                | Pioneers de Denver (NCAA)   |
| 114  | Pierre Brassard   |             | Nordiques de Québec               | Royals de Cornwall (LHJMQ)  |
| 115  | Jörgen Pettersson | Suède       | Jets de Winnipeg                  | Frölunda HC (Elitserien )   |
| 116  | Bob Pazzelli      |             | Aeros de Houston                  | Pioneers de Denver (NCAA)   |